# Brother Jack
Brother Jack — дебютний студійний альбом американського джазового органіста Джека Макдаффа, випущений у 1960 році лейблом Prestige.

## Опис
Це був перший альбом для Джека Макдаффа в якості соліста, який записаний у 1960 році. Музика варіюється від соул-джазу та свінгових композицій Макдаффа. Сет нагадує попередні покоління органістів, таких як, Каунт Бейсі, Мілт Бакнер, Білл Доггетт та Вайлд Білл Девіс, однак також схожий на класичні органні комбо початку 1960-х. Гітарист Білл Дженнінгс, який, як і Макдафф, був учасником гурту тенор-саксофоніста Вілліса Джексона на момент запису, і є ключовим музикантом на цій сесії. Він є представником раннього покоління органних комбо, грав з Доггетом та Вайлд Біллом Девісом.

## Список композицій
1. «Brother Jack» (Джек Макдафф) — 4:00
2. «Mr. Wonderful» (Джеррі Бок, Ларрі Голофсенер, Джордж Девід Вайсс) — 3:53
3. «Noon Train» (Джек Макдафф) — 5:51
4. «Drowsy» (Джек Макдафф) — 3:37
5. «Organ Grinders Swing» (Ірвінг Міллс, Мітчелл Періш) — 2:55
6. «Mack N' Duff» (Джек Макдафф) — 5:10
7. «You're Driving Me Crazy» (Волтер Дональдсон) — 4:47
8. «Light Blues» (Білл Дженнінгс, Джек Макдафф) — 6:01

## Учасники запису
- Джек Макдафф — орган
- Білл Дженнінгс — гітара
- Венделл Маршалл — контрабас
- Елвін Джонсон — ударні

Технічний персонал
- Есмонд Едвардс — продюсер
- Руді Ван Гелдер — інженер
- Рон Ейр — текст